# Sirnitz (Berg)
Die Sirnitz, auch Sirnitzkopf oder Hohe Sirnitz, ist ein 1114,4 m ü. NHN hoher Berg im Südschwarzwald in Baden-Württemberg.

## Lage und Charakteristik

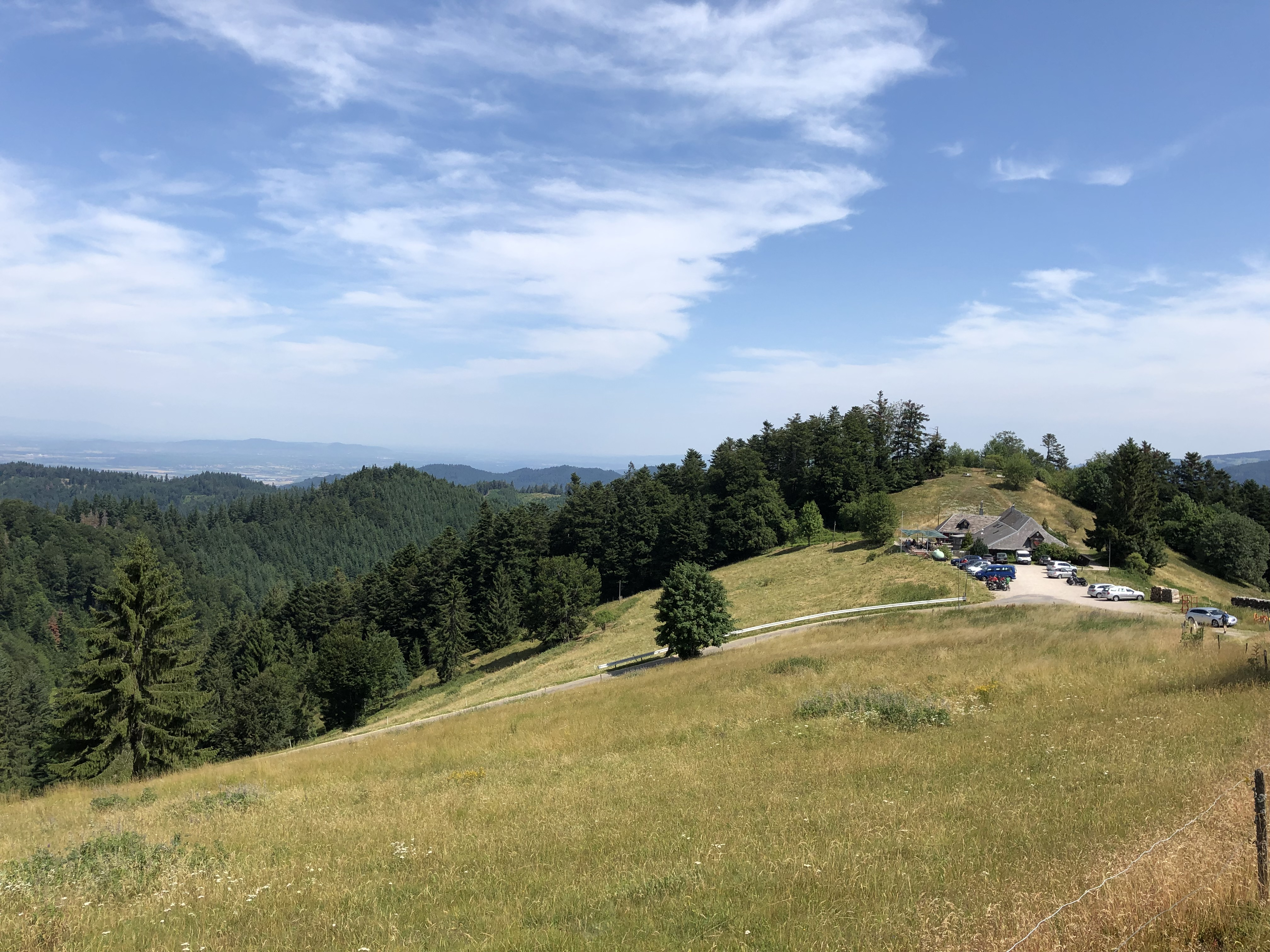
Das Sirnitzköpfle mit der Almgaststätte Kälbelescheuer

Die Sirnitz liegt zwischen Freiburg im Breisgau und Basel auf den Gebieten der Städte Müllheim im Markgräflerland (Gebietsexklave östlich von Badenweiler) und Sulzburg sowie der Gemeinde Münstertal im Landkreis Breisgau-Hochschwarzwald. Sie liegt im Bereich des Gebirgskammes zwischen den markanteren Bergen Belchen (1414,2 m ü. NHN) und Blauen (1165,4 m ü. NHN). Die Sirnitz ist zwar nur ein Nebengipfel des Weiherkopfs, erscheint aber aus dem Klemmbach-Tal und dem Sulzburger Tal heraus als prägnanter für die jeweilige Bergumrahmung.
Die Sirnitz bildet mit dem einen Kilometer weiter östlich gelegenen Hauptgipfel Weiherkopf (1143,3 m ü. NHN) einen Doppelgipfel (Sirnitzmassiv), der nach Süden, zum Sirnitzpass und zum Wohnplatz Sirnitz im Klemmbachtal hin, moderat abfällt, dessen Hänge aber nach Norden, zum Talbecken von Münsterhalden hin, zunächst deutlich steiler sind, bevor auch sie in den kuppigen Wiesenhang der Streusiedlung Münsterhalden übergehen. Von der Sirnitz aus verläuft dort hinab der Sirnitzgrund. Früher gab es hier, im Untermünstertal, auch einen Ort namens Sirnitz. Die Sirnitz hat im Norden mit dem Sirnitzköpfle einen weiteren Nebengipfel. Im Sattel dorthin liegt die Almgaststätte Kälbelescheuer. Nach Süden hin verläuft ein weiterer Sirnitzgrund mit der Häusergruppe Sirnitz, von der das Berggebiet seinen Namen hat.
Aus einer ab dem 15. Jahrhundert bestehenden Köhlersiedlung entwickelte sich Sirnitz zu einer Gruppe von Meierhöfen; später fungierten die Gebäude auch als Station für den Zug- und Tragtierwechsel beim Transport von Holzkohle aus dem Münstertal zu den Eisenwerken in Oberweiler und Kandern. Bis zum Ende der 1950er Jahre wurde dort ein Gasthaus betrieben.

## Gesteine und Vegetation
Die Sirnitz besteht im Wesentlichen aus Buntem Konglomerat. Das Sirnitzköpfle und höhere Teile der Südwesthänge am Sirnitzgrund bestehen aus Granitporphyr-Gängen. Weiter hangabwärts zum Klemmbachtal hin folgen vulkanische Gesteine und Granite. Im Norden haben die pleistozänen Vergletscherungen kleine karartige Nischen hinterlassen. Der Sattel an der Kälbelescheuer war noch vom Eis überströmt.
Die natürliche Vegetation eines hochmontanen Fichten-Tannen-Buchenwaldes ist nur noch in den Steillagen vorhanden und ansonsten zumeist Fichtenforsten gewichen. Im Westen des Berges ist der Fichtenwald mit Laubmischwaldinseln durchsetzt. Im Osten dominieren Weideflächen das Landschaftsbild; sie sind teilweise artenreich und mit Kleingehölzen durchsetzt.

## Nutzungen
Die Sirnitz ist vor allem durch den (von Münsterhalden aus anfahrbaren) Almgasthof Kälbelescheuer ein touristisches Ziel. Mehrere Wanderwege durch die Sirnitz kreuzen sich an diesem Sattel. Von dort oft begangen ist ein Rundweg um den Weiherkopf, der über das Heubronner Eck und den Sirnitzkopf selbst verläuft.
Der Weiherkopf liegt im Landschaftsschutzgebiet Markgräfler Hügelland und angrenzender westlicher Südschwarzwald.
Entlang der Bergkette Dreispitz – Schnelling – Sirnitz und der Gemeindegrenze zwischen Müllheim und Sulzburg sind derzeit fünf große Windkraftanlagen in Planung.

## Name
Der Name der für den Berg namengebenden Häusergruppe Sirnitz hat wohl den gleichen, sich auf einen Wasserlauf beziehenden keltischen Ursprung wie der 30 Kilometer südwestlich gelegene elsässische Ort Sierentz. Nach dem Sprachwissenschaftler Friedrich Vogt wird durch einen Namensbestandteil etia typischerweise das hier basierende, einen Wasserlauf bezeichnende sar auf einen Landstrich bezogen. Somit sei Sirnitz aus einer Form „Sarunetia“ mit der Bedeutung Wiesengrund am kleinen Wasserlauf hervorgegangen. Unter den alten Schreibungen (1428: Sirniz) entspricht Sirnz im Übrigen der mundartlichen Aussprache.